# Plagiolepis hoggarensis
Plagiolepis hoggarensis är en myrart som beskrevs av Bernard 1981. Plagiolepis hoggarensis ingår i släktet Plagiolepis och familjen myror. Inga underarter finns listade i Catalogue of Life.